# Pegasos (Computer)

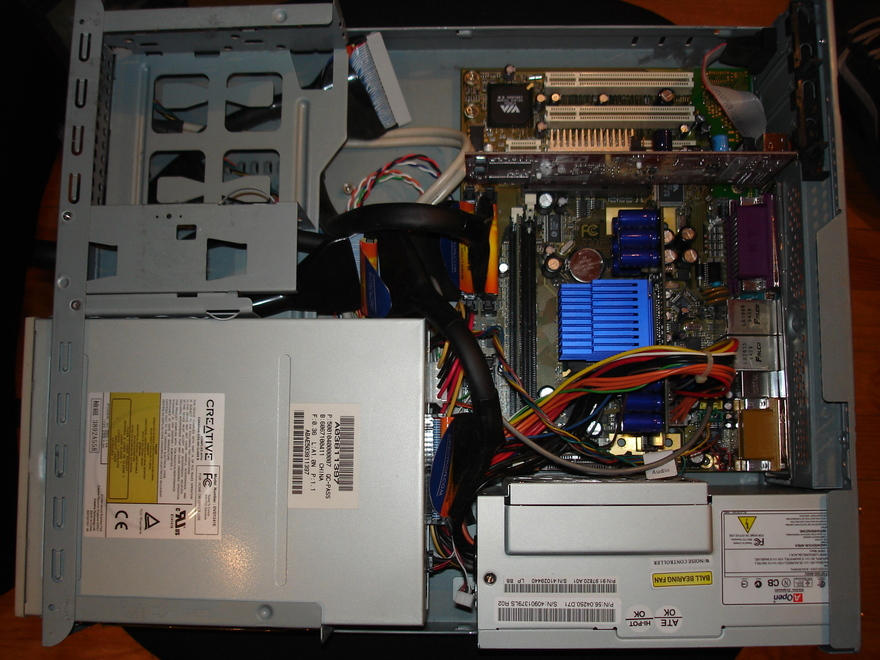
Pegasos II im Desktop-Gehäuse

Pegasos ist ein CHRP-basierter PowerPC-Desktop-Rechner von Genesi, der Betriebssysteme wie MorphOS und Linux unterstützt. Über Mac-on-Linux können auch Power Macs emuliert werden.
Der Pegasos ist auch Kernbestandteil der ODW (Open Desktop Workstation) bzw. OSW (Open Server Workstation) von IBM und Freescale. Als Entwicklungsziele sind hier jedoch weniger Desktop-Rechner als z. B. eingebettete Systeme im Fokus. Auch Genesi adressiert mit dem Efika-Board den Markt für Thin Clients, Heimkino-Systeme und Embedded Systems bzw. Unterhaltungselektronik.
Über Lizenzierungsprogramme für Drittunternehmen war Genesi bestrebt, der Pegasos-Architektur eine breitere Basis im Markt zu verschaffen. Die Produktion und Weiterentwicklung der Pegasos-Architektur ist inzwischen eingestellt.

## Firmware
Genesi betrachtet den IEEE 1275-kompatiblen Pegasos HAL/OF (Hardware Abstraction Layer / Open Firmware) als logischen Nachfolger des CHRP-Standards und bietet ein entsprechendes Lizenzierungsprogramm an (nominale Lizenzgebühr pro Einheit).
Konsequenterweise sind Informationen zum Design und den benötigten Komponenten für die Pegasos-Hardware selbst inzwischen unter der Überschrift "Open Hardware" zum freien Herunterladen verfügbar. Es ist unklar, inwieweit der aktuelle Pegasos-II in seiner derzeitigen Form RoHS-konform ist.
- Pegasos I/G3 „PRE-APRIL“, Board: 1A (0.1b73), CPU: 750 CX 1.0, SF: 1.1 (20020814)
- Pegasos I/G3, Board: 1A1 (0.1b112), CPU: 750 CX 1.0, SF: 1.1 (20021203121657)
- Pegasos I/G3, Board: 1A1 (0.1b114), CPU: 750 CX 1.0, SF: 1.1 (20030317114750)
- 0.1b124 (20030404171518)
- 0.1b131 (20030805144022)

- Pegasos II/G4, Board: 1.1, CPU: 744X 1.1, SF: 1.2 (20040224)
- Pegasos II/G3, Board: 1.1 (0.2b1), CPU: 750 CX 1.0, SF: 1.2 (20040402193939)
- Pegasos II/G4, Board: 1.1, CPU: 744X 1.1, SF: 1.1 (20040405172512)
- Pegasos II/G4, Board: 1.1, CPU: 744X 1.1, SF: 1.2 (20040405)
- Pegasos II/G4, Board: 1.2, CPU: 744X 1.2, SF: 1.1 (20040505)
- Pegasos II/G4, Board: 1.0, CPU: 744X 1.0, SF: 1.2 (20040810112413)
- Pegasos II/G4, Board: 1.2, CPU: 744X 1.1, SF: 1.2 (20040810112413)
- Pegasos II/G3, Board: 1.2, CPU: 750 CX 1.0, SF: 1.2 (20040810112413)
- Pegasos II/G4, Board: 1.2, CPU: 744X 1.2, SF: 1.2 (20040810112413)
- Pegasos II/G4, Board: 1.2, CPU: 744X 1.2, SF: 1.2 (20050602111451)
- Pegasos II/G4, Board: 1.2, CPU: 744X 1.2, SF: 1.2 (20050808153840)
- Pegasos II/G4, Board: 1.2 (2B5), CPU: 744X 1.2, SF: 1.2 (20051216161829)

## Hardware
Entwickelt wurden die PPC-Motherboards des Pegasos vom Unternehmen bplan (bplan Gesellschaft für Planung und Fertigung elektrotechnischer Baugruppen mbH, Oberursel). Das Unternehmen hat seinen Sitz in derselben Stadt wie seinerzeit der bekannte Amiga-Zusatzhardware-Hersteller phase5 und veröffentlichte die erste Spezifikation der Pegasos PowerPC-Mainboards Ende 2000 (am 8. Dezember 2000). Einer der Ex-Geschäftsführer von phase5, Gerald Carda, ist auch Chefentwickler (CTO) von bplan.
Es existieren seitdem zwei Pegasos-Modelle. Die erste Generation der Motherboards wurde mit dem Erscheinen des Pegasos-II vom Markt genommen, da die Boards Probleme mit dem Northbridge-Chip haben. Ende 2006 wurde auch der Pegasos-II eingestellt, wobei für das Jahr 2007 ein Nachfolger mit dem (vorläufigen) Namen Pegasos 8641D angekündigt ist. Prototypen des neuen Motherboards werden bereits an Entwickler ausgeliefert. Auf Basis der Pegasos Boards werden individuelle Komplettsysteme bei diversen Händlern angeboten, wobei das Motherboard hauptsächlich einzeln verkauft wird. Trotz der Einstellung des Pegasos-II vor der Erscheinung eines Nachfolgers ist das Board (Stand Januar 2007) noch nicht vergriffen.
Der Pegasos II basiert auf einem Prozessor aus der PowerPC-Architekturfamilie. Zum Einsatz kommen G4-Prozessoren von Freescale mit einer Taktung von 1 GHz (bzw. auch mit 1,4 und 1,7 GHz für die ODW).
Der Pegasos-I unterscheidet sich vom Pegasos-II hauptsächlich durch die verwendete Northbridge: die zunächst eingesetzte ArticiaS-Northbridge von MAI Logic musste mittels eines Hardwarepatches (April 2-Fix) provisorisch korrigiert werden und wurde deshalb später durch einen Chip von Marvell vollständig ersetzt. Des Weiteren verfügte der Pegasos-I lediglich über eine G3-CPU, besaß nur 100 MBit-Ethernet und verwendete PC133-SDRAM. In der Vorankündigung von bplan vom 30. Oktober 2001 war ursprünglich daher noch die Rede von einem 133 MHz Prozessor-Slot, sogar in Kombination mit „350 MHz G3 / 512k Cache“ – allerdings schon damals „bis hin zu Dual MPC 7450 G4 PowerPC / 2 MB Cache“ (ersterer als Option und letzterer „in aktuellen Taktraten“).
Eine Besonderheit beider Systeme ist die Auswechselbarkeit der CPU, die auf einer eigenen Tochterplatine (CPU-Board) untergebracht ist. Ähnlich wie bei Powermacs sind CPU-Upgrades also leicht möglich.
Die sonstigen Daten des aktuellen Pegasos-II sind wie folgt:
- MicroATX-Formfaktor
- Open Firmware-Implementierung (Pegasos HAL/OF)
- Marvell Discovery II MV64361 und VIA VT8231
- PC2100 RAM (2× DDR266-Sockel), max. 2 GB Pegasos-I bzw. 1,5 GB Pegasos-II 2B5
- AGP-Slot (1× Speed)
- PCI-Slots (3× 32 Bit / 33 MHz)
- IEEE1394/FireWire (2× extern, 1× intern, 100/200/400 Mbit/s)
- Ethernet-Anschluss (je 1× 10/100 Mbit/s und 1 Gbit/s)
- USB 1.1 (2× extern, 1× intern)
- S/PDIF Digital Audio
- AC’97 Sound (Mikrofon, Line in/out, Speaker), SigmaTel STAC 9766 Codec
- IrDA (vorbereitet)
- ATA100 (2× intern bzw. 4 Geräte)
- PS/2 (2×)
- RS-232
- Parallel (IEEE1284)
- Gameport (MIDI)
- Floppy (intern)

Als weiteren Pegasos-Abkömmling, der die gleiche Pegasos HAL/OF wie der Pegasos-I/II einsetzt, bietet Genesi seit Dezember 2005 den EFIKA 5K2 an, ein „Performance Evaluation Board“, das um das PowerPC SoC (System-on-Chip) MPC5200B herum konstruiert ist. Die Leistungsdaten sind wie folgt:
- MPC5200B PowerPC SoC (bis 466 MHz)
- 128 MB DDR-SDRAM (bzw. von 32 MB bis 512 MB)
- 44-pin IDE-Port
- Ethernet (10/100 Mbit/s)
- USB 1.1 (2×)
- RS-232
- Stereo Audio (Mikrofon, Line/in, Speaker)
- PCI/AGP Riser-Steckplatz

Auf der Roadmap stehen ein Quad-CPU-Serverboard auf Basis des PPC970 sowie der Pegasos 8641D als Nachfolger des Pegasos-II, wobei eine neue Generation von Freescale-CPUs zum Einsatz kommt, die Apple bedingt durch den Wechsel zur x86-Architektur nie verbaut hat und dort erstmals auf einer Workstation zum Einsatz kommen.

### Zweitbildschirm
Die Firmware auf dem Pegasos initialisiert nur die erste gefundene Grafikkarte, und sie scannt PCI vor AGP.
- AGP-Radeon + PCI-Radeon
- AGP-Radeon + PCI-Voodoo
- AGP-Voodoo + PCI-Voodoo
- AGP-Voodoo + PCI-Radeon

## Software
Das Komplettsystem wurde von bplan offiziell auf der Amiga 2001 in Köln zusammen mit MorphOS der Öffentlichkeit vorgestellt (30. Oktober 2001), das zwei Monate zuvor für die Plattform verfügbar wurde (30. August 2001).
Folgende Betriebssysteme laufen inzwischen auf dem Pegasos entweder direkt oder per Emulation bzw. befinden sich auf dem Weg der Portierung (Stand Januar 2009):
- MorphOS
- AmigaOS (nur auf Pegasos II)
- Linux
  - AROS (Linux gehostet)
- QNX
- Haiku (offiziell nur Sam460ex)
- MacOS 9/X (Virtualisation)
- Windows (Emulation)

Die Unterstützung der Pegasos-Plattform wurde aus dem OpenBSD-Kernel wieder entfernt. Mehrere Anfragen bei Maintainern des OpenDarwin-Projektes ergaben, dass eine Portierung des Systems auf die Pegasos-Plattform nie begonnen und angefragt wurde, sodass es sich bei den Angaben auf der Website des Herstellers um eine falsche Information handelt.

### Amiga-Kompatibilität
Der Pegasos gilt als Amiga-Clone, da er eine Zeit lang standardmäßig mit dem zu AmigaOS 3.1 (per 68k-Emulation) binärkompatiblen Betriebssystem MorphOS ausgeliefert und entsprechend vermarktet wurde.
Im Gegensatz zum ursprünglich als offiziellen Amiga-Nachfolger vorgestellten System, dem ebenfalls PowerPC-basierten AmigaOne, wird der Pegasos von seinen Befürwortern als technisch deutlich besser ausgereift angesehen, und MorphOS bietet auch eine bessere Kompatibilität zu den klassischen Amiga-Systemen. Seit dem 31. Januar 2009 steht für den Pegasos II auch AmigaOS 4 zur Verfügung.

## Geschichte
Mehrere Ansätze, auch einen größeren Markt zu erreichen, scheiterten bislang anscheinend – es sind keine größeren Deals öffentlich bekannt gegeben worden, obwohl die Pressearbeit von Genesi ansonsten auf vielfältige Art stattfindet und allgemein sehr kommunikativ ist. So wurde ein OpenBSD Port begonnen, der dann jedoch aufgrund von Differenzen nicht weiter fortgeführt wurde. Damit verbunden war ein Projekt einer Netzüberwachung, der Pegasos Guardian, welcher somit nicht realisiert werden konnte. Auch wurden sogenannte Set-Top-Boxen auf Basis des Pegasos angekündigt – doch wurden nie konkrete Produkte bekannt.
Möglicherweise kommt durch das EFIKA-Board etwas mehr Bewegung in diesen Bereich.
Der Fokus der softwareseitigen Entwicklung seitens Genesi liegt inzwischen eher auf Linux, so dass die Zukunft von MorphOS von dieser Seite her als eher ungewiss angesehen werden darf.
Die weitere hardwareseitige Entwicklung dürfte davon geprägt sein, dass die Zukunft von PowerPC-Prozessoren in Hinblick auf Desktopsysteme in Fachkreisen generell als unsicher gilt, nachdem Apple mit seinen PPC-basierten Powermacs auf x86-Prozessoren wechselt und diesen Prozess bereits Ende 2006 beendet hat. Die Zukunft des PowerPC scheint im Embedded-Bereich, bei Servern (IBM Power) und bei Unterhaltungselektronik/Konsolen (Xbox-360-CPU, Cell-Prozessor) zu liegen. Der sogenannte G6-Prozessor (auch als PPC980 lanciert und vom Power 5 abgeleitet), ist aus verschiedenen Präsentationen folgerichtig inzwischen verschwunden. Die hardwareseitige Weiterentwicklung, z. B. in Hinblick auf 64-Bit-Prozessoren wie den PPC970 (von Apple G5 genannt), schnellere Bussysteme, SATA, schnelleren FSB usw. ist derzeit ungewiss.
Für Genesi positiv zu vermerken sind die qualifizierten Entwicklungs-Partnerschaften mit Freescale und IBM (ODW/OSW), die ein zunehmend solides Standbein im Embedded-Bereich vermuten lassen.
Wie Genesi Mitte Dezember 2005 bekannt gab, existiert mit dem Unternehmen ODM Technologies inzwischen ein Lizenznehmer der Pegasos- bzw. Efika-Technologie. Genesi hat demzufolge an ODM eine Produktionslizenz für Efika-Boards unter Verwendung des Pegasos-HAL/OF vergeben. Der Mindestproduktionsumfang beträgt 50000 Einheiten.
Im Januar 2009 gab Genesi bekannt, bei zukünftigen Mainboards Prozessoren der ARM-Architektur einzusetzen.